# Köprülü Numan Pascià
Köprülü Numan Pascià (in turco ottomano: كوبريللى نعمان پاشا) (Istanbul, 1670 – Candia, 6 febbraio 1719) è stato un politico e militare ottomano.
Fu in carica come gran visir dell'Impero ottomano tra giugno e agosto 1710. Era un membro dell'influente famiglia Köprülü, nonché un damat ("sposo") della dinastia Ottomana dopo aver sposato la principessa Ayşe Sultan.

## Biografia
Quando iniziò il suo mandato come gran visir, Köprülü Numan Pascià aveva la reputazione di essere un organizzatore incorruttibile, onesto e capace oltre ad essere un capo militare esperto. Ci si aspettava che risolvesse una situazione politica molto difficile provocata dal re Carlo XII di Svezia, che si era ritirato sul suolo ottomano dopo la sua sconfitta nella battaglia di Poltava del 1709. Il re Carlo e il suo alleato politico,il Khan di Crimea Devlet II Giray, persuasero il sultano ottomano Ahmed III ad iniziare una guerra contro la Russia di Pietro il Grande. Nel tentativo di evitare di entrare in guerra, Köprülü Numan Pascià promise un grande esercito per scortare re Carlo fino sul Mar Baltico attraverso la Polonia. Questo piano fu bocciato, in quanto visto come pericoloso, perché avrebbe potuto comportare ulteriori problemi con Polonia e Russia. Inoltre, essendo un musulmano zelante, mise in atto azioni religiose intransigenti contro i cristiani cattolici e gli ortodossi che vivono nella capitale ottomana di Istanbul, provocando critiche dall'estero.
Incapace di mantenere la pace con la Russia e di stabilizzare la situazione politica a Istanbul, Numan Pascià lasciò il suo incarico dopo soli due mesi e due giorni. La situazione politica portò poi alla guerra russo-turca del 1710-1711. Nonostante il suo mandato senza successo, continuò il suo lavoro in alte cariche sia civili che militari. Le sue truppe annientarono l'esercito austriaco in Bosnia dopo che l'Austria aveva conquistato Belgrado nel 1717. Dopo la sua vittoria, fu insediato a Creta come governatore su sua richiesta, ma si ammalò appena arrivato sull'isola. Morì a Candia nel 1719.
Il voivoda moldavo Dimitrie Cantemir, che si era ribellato al dominio ottomano nel 1711 ed era stato esiliato in Russia essendo dalla parte perdente (come alleato dei russi) nella guerra russo-turca, scrisse un aneddoto divertente ma non molto affidabile del suo nemico Numan Pascià nella sua storia, che lo aveva portato alla sua decisione di cambiare fazione durante la guerra. Secondo Cantemir, Numan Pascià era appassionato di letture e pallido di pelle, ma anche non molto sano di mente; durante il periodo in cui fu in carica, sosteneva di avere sempre una mosca sul proprio naso. Fu guarito solo quando durante una visita, in cui un medico francese gli diede da bere julep (acqua di rose), dicendogli che era per scopi medicinali, e fece finta di assecondarlo. Il medico estrasse un coltello e tagliò la mosca immaginaria, quindi mostrò a Numan Pascià una morta che era già nascosta nella sua mano. Una storia simile è stata raccontata in precedenza da Samuel Butler nel suo poema satirico Hudibras.